# Изкуствен интелект
 За филма вижте Изкуствен интелект (филм).  
Изкуственият интелект (ИИ; на английски: artificial intelligence, AI) е интелектът, демонстриран от компютри, за разлика от естествения интелект, демонстриран от животни и хора. Това е науката за концепциите, които правят възможно компютрите да извършват задачи, които могат да бъдат разглеждани като интелигентни. Изкуственият интелект при поставяне на задача има способност да анализира обкръжаващата го среда и да предприема действия, които увеличават възможността за постигане на определени цели. Изучаването на възможностите за създаване на такива програми или устройства, наричани интелигенти агенти, е предмет на обособен дял от информатиката.
По друг начин казано, изкуственият интелект е наука за концепциите, методите и средствата за създаване на интелигентни компютърни програми, измерване и изследване на естествения интелект чрез компютърни системи с цел тяхното подобряване.
ИИ приложенията включват усъвършенствани уеб търсачки (например Google), препоръчителни системи (ползвани от Ютюб, Амазон, Нетфликс), разбиращи човешки говор (например Siri, Alexa Internet), самоуправляващи се коли например Тесла (компания)) и т.н.
Теорията на изкуствения интелект се основава на хипотезата, че основно човешко качество като интелигентността, може да бъде описано с достоверна точност, така че да бъде симулирано от машина. Теориите, свързани с въпросите за изкуствения интелект и природата на разума могат да бъдат открити в митологията, художествената литература и философията още от Античността  до днес. През XX век, а дори и сега, ИИ е обект на оптимистични, или в някои случаи критични спекулации, но за съвременните програми изкуственият интелект е важен елемент на информационните технологии, използван за разрешаване на някои от най-трудните задачи в областта на информатиката.
Изследванията в областта на изкуствения интелект са силно специализирани и обособени в няколко подобласти, които според някои критици в много случаи не успяват да взаимодействат ефективно. Тези направления възникват около определени институции, работата на отделни изследователи и решаването на конкретни задачи. Често има подразделения и различия в подхода към изграждането на изкуствен интелект, както и използването на напълно различни технически средства. Общи за повечето подобласти на изследванията на изкуствения интелект са задачи като възможността за разсъждение, обучение и подобряване на ИИ чрез обучение, възприемане, планиране, общуване, способността за движение и управление на движението на обекти с ИИ, като коли и други.

## Дефиниции и критерии
Обикновено при създаването, обучението и реализацията на „интелигентни“ системи, се подхожда по модела на работа с човешкия интелект. По този начин се обособяват няколко основни направления:
- Логическо
- Парадигматично
- Символно (семиотично, низходящо) на основата на моделирани „високи“ мисловни процеси у човека.
- Психологично и невро-кибернетично (невронно, възходящо) на основата на моделирани структури от човешкия мозък, неврони.

Изследването на аналоговите и възвратимите изчисления могат да спомогнат за голям напредък в построяването на изкуствен интелект. Все още не е определено теоретично кои условия покриват изискването за интелигентност (съществуват обаче доста хипотези, например хипотезата Нюел-Саймън.)
През 1950 г., Алън Тюринг формулира критерий за изкуствен интелект, известен като тест на Тюринг. В него човек трябва да общува с обект, без да знае, Дали е друг човек или компютър. Ако остане с впечатлението, че е общувал с човек, но всъщност това е бил компютър, то тогава компютърът проявява изкуствен интелект. Андреас Каплън и Майкъл Хенлейн дефинират изкуствения интелект като „способността на дадена система да интерпретира правилно външните данни, да се учи от тях и да използва тези знания за постигане на специфични цели и задачи чрез гъвкава адаптация“.
Изкуственият интелект е функция на нехомогенна динамична система способна да събира, обработва, съхранява и интерпретира информация. На база елементарни информационни единици, изкуственият интелект може да компилира относителни и динамични отговори, които почти всеки път се различават по формулировка, но не и по достоверност.
При създаване на изкуствен интелект трябва:
- Да се вгради интерес към придобиване, обработка и запазване на нови данни – любопитство
- Да се вгради начално обучение за това къде, кога и как се записват, и как се извличат знания от базата данни
- Да се предостави възможност за натрупване на знания под формата на картина, звук и допир
- Всяка получена информация се оценява съобразно всяка свързана натрупана информация с последвало оценяване на достоверност
- Всяка информация, която получава, да се определя със стойност на достоверност T-(0<T<100) [%] (коефициентът се определя съобразно свързана неидентична информация)

## Школи
Може да се обособят две основни школи с различен подход към изкуствения интелект.

### Конвенционален изкуствен интелект
Основно се използват методи за самообучение на машината, основани на формализъм и статистически анализ. Методи на конвенционалния изкуствен интелект:
- Експертни системи: програми, които работят по определени правила, обработват голямо количество информация и в резултат извеждат заключение по нея.
- Разсъждение на основата на аналогични случаи (анг. Case-based reasoning).
- Бейсова мрежа.
- Дърво на решенията
- Поведенчески подход: модулен метод за изкуствен интелект, при който системата се разделя на няколко сравнително автономни програмни поведения, които се задействат в зависимост от измененията във външната среда.

### Изчислителен изкуствен интелект
Използва интерактивни разработки и обучение. Самообучение, основано на емпирични данни и асоциирани с тях „гъвкави“ изчисления и несимволен изкуствен интелект. Основни методи:
- Невронна мрежа: Система с отлични способности за разпознаване.
- Размита система: методи за разсъждение в условия на неопределеност.
- Еволюционни и Генетични алгоритми: тук се използват понятия, свързани основно с биологията, като популация, мутация и естествен отбор за усъвършенстване на решенията в задачите. Тези изчисления се делят на еволюционни алгоритми, генетични алгоритми и методи на интелигентност в рояк (swarm intelligence) (например, алгоритъм за оптимизация по метода на мравките).
- Обучение с утвърждение: Група от методи за автоматично обучение, отличаващи се със способността си да функционират без необходимост от примерни решения на поставения проблем.

## История
Мислещите машини и изкуствените същества се появяват още в древногръцките митове, например механичният слуга, изработен от ковача Хефест, Галатея на Пигмалион, Талос от Крит. Още в древността хората създават същества по свое подобие и вярват, че притежават интелект: в Египет и Древна Гърция издигат в култ образи на животни, а Ян Ши, Херон Александрийски и Ал Джазари създават хуманоидни роботи. Смята се, че изкуствени същества създават и Джабир ибн Хайян, Юда Льов и Парацелз. През XIX и XX век излизат много художествени произведения, в които се разказва за изкуствено създадени същества. Примери за това са Франкенщайн на Мери Шели и R.U.R. на Карел Чапек. Според Памела МакКордук, тези произведения са пример на древния подтик на човека „да създава идоли“. В историите на тези същества се разказва за надеждите, страховете и етичните съображения, които касаят и темата за изкуствения интелект.
Механичната или „формална“ логика се развива още от античността от философи и математици. В началото на XVII век, Рене Декарт излага механистическата теория. През 1623 г. Вилхелм Шикард (Wilhelm Schickard) създава първата механическа цифрова изчислителна машина, след което се появяват машините на Блез Паскал (1643) и Готфрид Лайбниц (1671). Лайбниц създава и двоичната система за изчисление. През XIX век, Чарлз Бабидж и Ада Лъвлейс разработват програмируема изчислителна машина.
Според теорията за изчислимост на Алън Тюринг, една машина може да симулира достигане до математическо заключение, променяйки единствено два прости символа като 0 и 1. Това, заедно с последващите открития в областта на неврологията, теорията на информацията и кибернетиката, вдъхновило малка група учени от различни области (математика, психология, машиностроене, икономика и политически науки) и започнали да обсъждат сериозно възможността за създаване на електронен мозък.
Терминът „изкуствен интелект“ се създава от Джон Маккарти през лятото на 1956 на една научна конференция в Колеж Дартмут, посветена на тази тема, след което той се превръща в академична дисциплина. Част от присъстващите на конференцията, сред които Джон Маккарти, Марвин Мински, Алън Нюел, Артър Самюел и Хърбърт Саймън ръководят изследванията в областта на изкуствения интелект в продължение на няколко десетилетия. Заедно със своите студенти създават програми, които предизвикват всеобщо удивление: компютрите побеждавали хората на шахмат, решавали текстови алгебрични задачи, доказвали логически теореми и говорели английски. Основателите на изкуствения интелект били оптимисти за бъдещето на новосъздадената научна област. Хърбърт Саймън предсказал, че „до двадесет години машините ще бъдат способни да извършват същите действия, като тези, които и човек може“, а Марвин Мински го допълва, пишейки, че „в рамките на едно поколение проблемът със създаването на изкуствен интелект ще бъде разрешен в значителна степен“.
Ето някои конкретни примери за развитие на ИИ през 50-те години:
- 1950 г.: Джон Маккарти въвежда термина „изкуствен интелект“ на конференция в Давос, Швейцария.
- 1952 г.: Джон Маккарти, Марвин Мински и Клод Шеннон основават Масачузетския технологичен институт (MIT) Линкълн Лаборатория за изследвания на изкуствения интелект.
- 1955 г.: Алън Тюринг публикува статията Computing Machinery and Intelligence, която поставя основите за съвременната теория на ИИ.
- 1957 г.: Флорънс Сингър и Уорън Макулоу разработват Перцептрона.
- 1958 г.: Джон Маккарти създава програмния език Лисп, който се използва за разработка на множество ИИ системи.

Въпреки ранния оптимизъм, периодът, известен като „зимата на ИИ“, настъпва през 70-те и 80-те години, когато се сблъскват със сериозни предизвикателства поради ограниченията на технологиите и недостатъчното разбиране на сложността на човешкия ум.
В края на 60-те години на XX век Дъглас Енгелбарт изобретява първата компютърна мишка.
През 60-те и 70-те години на миналия век се наблюдава първият вълнуващ бум в областта на изкуствения интелект. Учени като Джон Маккарти и Марвин Мински полагат основите на областта, като представят първите програми, способни на основни форми на обучение и решаване на проблеми. Програми като ELIZA (създадена от Джозеф Вайценбаум през 1966 г.) и SHRLDU (създадена от Тери Уиноград през 1972 г.) демонстрират възможностите на ИИ да обработва език и да разбира естествени езикови инструкции.
През 70-те години на ХХ век се създава MYCIN – една от първите експертни системи, която може да диагностицира някои заболявания, при това толкова точно, колкото и лекар. Джак Майерс и Хари Поупъл (от университета в Питсбърг), разработват програмата за медицинска диагностика Internist, която се базира на познанията на д-р Майерс по клинична медицина.
През 1988 г., Робин Бургенер създава играта 20q („20 въпроса“). Принципът е, че играчът трябва да си намисли нещо, а изкуственият интелект на 20q задава поредица от въпроси, преди да отгатне това, за което си е помислил играчът. Програмата събира информация и се „научава“ вследствие на взаимодействието си с играчите, въпросите ѝ не са програмирани.
През 90-те години на XX век в областта на изкуствения интелект се постигат най-много успехи. Изкуствен интелект се използва в много сфери: логистика, извличане на данни, медицинска диагностика, машинно обучение, интелигентно преподаване, ситуационни разсъждения, планиране, разбиране на естествените езици и превод, спектрометрия, виртуална реалност. Успехът се дължи на няколко фактора: увеличаващата се изчислителна мощ на компютрите (Закон на Мур), полагането на усилия при разрешаване на специфични подзадачи, създаване на нови връзки между областта на изкуствения интелект и други области при работата върху специфични проблеми, както и ориентирането на учените към солидни математически методи и строги научни стандарти.
Системата Deep Blue побеждава световния шампион по шах, Гари Каспаров, през май 1997. През същата година мисията на НАСА, свързана с изпращането на сондата Марс Патфайндър прави успешно спускане на повърхността на Марс на първата роботизирана автономна система Соуджърнър. През 90-те години на ХХ век в интернет пространството навлизат и се използват масово програми за извличане на информация, използващи изкуствен интелект и т.нар. уеб кроулъри. В края на 90-те години на ХХ век се създава програмата за гласово разпознаване ViaVoice. В една от последните си версии може да трансферира текста в текстообработваща програма.
В началото на XXI век на пазара се пускат първите интерактивни роботизирани домашни любимци.
Синтия Брезил от Масачузетския технологичен институт публикува дисертация на тема Социални машини, описвайки робота Kismet, който има лице, изразяващо емоции. Роботът Nomad изследва отдалечени региони на Антарктика в търсене на останки от метеорити.

## Изследване

### Цели
Цялостният проблем на създаване (или симулиране) на изкуствен интелект е разделен на отделни тематични части, всяка от които има собствена специфика. Те се определят от това какви конкретни възможности и характеристики създателите и изследователите очакват една интелигентна програма или система да прояви.

#### Логика, дедукция и решаване на задачи
Ранните изследвания в областта на изкуствения интелект довеждат до създаването и развитието на алгоритми, които имитират в определена степен последователността на операците, които извършва човешкото съзнание по време на мисловния процес, протичащ при решаването на различни задачи или правенето на логически дедукции. В края на 80-те и началото на 90-те години на XX век, изследванията в сферата на изкуствения интелект водят до множество успешни методи, които могат да се прилагат в практиката, дори когато се налага да се борави с непълна или несигурна информация, заимствайки идеи от теорията на вероятностите, кибернетиката и икономиката.
За по-сложните задачи, повечето от гореспоменатите области прилагат алгоритми, които често изискват огромни изчислителни ресурси, а ако една задача не бъде прогностично разпределена върху време/ресурси, се стига до „комбинаторна експлозия“: изчислителното време, което е нужно, достига до астрономически величини. Затова и търсенето на по-ефикасни алгоритми за решаване на задачи е с най-висок приоритет в изследванията, касаещи изкуствения интелект.
Хората решават повечето от поставените пред тях задачи, използвайки бързи и интуитивни съждения, не толкова напълно съзнателния процес на логическа дедукция, стъпка по стъпка, моделиран от ранните изследвания в областта на изкуствения интелект. ИИ е постигнал известен напредък в имитирането на това „субсимволично“ решаване на задачи: подходите, свързани с т.нар. „въплътени агенти“ наблягат повече на сензомоторните умения спрямо по-висшето мислене; изследванията в областта на невронни мрежи целят да наподобят структурите в мозъка, които правят това умение възможно. Статистическите подходи към изкуствения интелект мимикрират вероятностния характер на умението на човек да отгатва.

#### Представяне на познанието
Онтологията представя знанието като набор от идеи в конкретна област и изследва връзките между тези идеи.
„Представянето на знанието“ и „инженеринг на знанието“ са централни понятия в изследванията, свързани с изкуствения интелект. Много от задачите, които машините трябва да решат са свързани с наличието на обширни познания за заобикалящия ни свят, обектите и хората в него. Сред нещата, които изкуственият интелект трябва да съумее и да представи, са: обекти, техните свойства, категории и отношения между обектите; ситуативни задачи, събития, състояния и протичащо време при локално или ареално ситуативната събитийност; прогностика (често, макар не винаги, машините ползват собствена, но не и на човека, с който работят, т.е. некомуникативност при прогностика); знание за познанието (какво знаем за това какво другите хора знаят); и много други области. Репрезентацията на това „какво съществува“ е онтология: наборът от обекти, зависимости, идеи и т.н., за чието съществуване машината знае. Най-общите от тези се наричат горни онтологии, с което се цели да се предостави основа за всяко друго познание.
Сред най-предизвикателните проблеми в представянето на знанието са:

##### Начално съждение и проблемът с квалификациите
Много от нещата, които хората знаят, под формата на приложна наука, функционират като „работни догадки“. Например, ако в разговор се спомене птица, хората най-често си представят нещо, което е с размера 10 – 50 см, може да пее и да лети. Но тези качества не са представителни за всички видове птици. Джон Маккарти идентифицира този проблем през 1969, наричайки го проблемът с квалификациите: към всяко общоизвестно правило, което разработчиците на изкуствения интелект се опитват да изразят, съществуват огромен брой изключения. Почти нищо не е просто true or false, по начинът по който изисква абстрактната логика. Изследванията в изкуствения интелект са опитали различни подходи за решаването на този проблем.

##### Обхват на общоизвестното знание
Броят отделни факти, известни на един средностатистически човек е огромен. Изследователските проекти, целящи да изградят цялостна информационна база от общоизвестни знания (напр. проекта Cyc), изискват големи вложения на труд от гледна точка на онтологичното инженерство – идеите трябва да бъдат изграждани ръчно, една по една. Основна цел е компютърът да успее да се научи да разбира достатъчно идеи, за да може да почне да се самообучава чрез четене от източници като интернет и така да може сам да добавя към собствената си онтология.

##### Суб-символичната форма на част от общоизвестното знание
Повечето от това, което хората знаят, не е представено като „факти“ или „твърдения“, които те биха могли да изразят словесно. Например, един гросмайстор може да предпочете да избегне дадена позиция на дъската, наричайки я „прекалено оголена“, или някой арт критик може с един поглед да разбере, че дадена статуя е фалшификат. Това са интуитивни догадки или тенденции, които са представени в мозъкъка, несъзнателно и на подсимволично ниво. Подобно интуитивно знание действа по информативен начин, подкрепяйки и давайки основа за формирането на символичното съзнателно знание. Както при проблема със субсимволичното мислене, надеждите тук са, че ситуационният изкуствен интелект, компутационният интелект или статистическият изкуствен интелект ще успеят да представят начини за репрезентацията на този тип знание.

#### Йерархични системи. Планиране на устройството и създаването на ИИ
Йерархичната контролна система е форма на система за контрол, в която набор от устройства и техният управляващ софтуер са подредени йерархично. В тази йерархична система участва и човекът, като потребител, системен администратор на програми с изкуствен интелект, инженер по разработката на такъв софтуер, изследователи и създатели на ИИ, а в някои футуристични филми, Господ на ИИ, който е негов създател, архитект (Матрицата).
В тази йерархия от машини, хора, хуманоиди и роботи, хората имат нивото по програмно обезпечение, създаване, инженеринг и новаторство, политическото и административно равнище.
Интелигентните актьори трябва да могат да поставят цели и да ги постигат. Нужен им е начин да визуализират бъдещето (трябва да имат представа за състоянието на средата и да могат да правят предположения за това как действията им биха могли да ѝ повлияят) и да могат да взимат решения, които максимизират полезността (или ценността), според възможните избори.
В класическите задачи, свързани с планирането, се предполага актьорът (участникът) да е единственият фактор, въздействащ на средата и последствията от неговите действия са известни. Но в случаите, когато участниците са повече от един, нужно е актьорът периодично да прави проверки на моментното състояние на средата и да прави корекции към плановете си, в случаите, когато това е необходимо. Т.е. нужно е актьорът да може да извършва разсъждения при наличието на известна степен на несигурност.
Мултиучастниковото планиране използва принципите на кооперация и състезание между множество актьори за постигането на дадена цел. Произтичащото поведение, може да бъде използвано за еволюционни алгоритми и да намери приложение в интелекта на рояка.

#### Обучение
Машинното обучение е изследването на компютърни алгоритми, които се подобряват автоматично посредством натрупването на опит и винаги е била централна част от изследването на изкуствения интелект.
Обучението без надзор е умението да се откриват модели и структури в поток информация. Надзорното обучение включва както класификацията, така и числова регресия. Класификацията се използва, за да се установи към коя категория принадлежи даден обект, след показването на даден брой примерни обекти принадлежащи към различни категории. Регресията е опитът да се произведе функция, която да описва връзката между инпут и аутпут, както и да може да се направи предположение как оутпута би се променил при определена промяна в инпута. В обучението с утвърждение актьорът е възнаграден за добрите отговори и съответно бива наказван за лошите. Актьорът използва тази поредица от награди и наказания, за да оформи стратегия за опериране в пространството, дефинирано от задачата. Тези три разновидности на ученето могат да бъдат анализирани от гледна точка на теорията на избора, използвайки понятия като полезност. Математическият анализ на машинно-обучителните алгоритми и тяхното представяне е клон на теоретичната компютърна наука, известен като компутационна обучителна теория.
В рамките на еволюционната роботика се използват еволюционно-обучителни подходи с цел успешното натрупване на репертоар от нови умения през целия живот на даден робот, чрез автономно изследване от страна на машината, комбинирано със социално взаимодействие с човешки учители, и ползването на механизми, като активно учене, зреене, синергия на движението и имитация.

#### Обработка на естествен език (комуникация)
Парсовото дърво представя синтактичната структура на едно изречение според граматичните норми.
Обработката на естествен език дава на машините възможността да разчитат и разбират езиците, които хората използват. Достатъчно силна система за обработка на естествен език би позволила съществуването на потребителски интерфейс на естествен език и придобиването на знания директно от написани ресурси. Някои по директни приложения на обработката на естествен език включват извличането на информация (или „текстов майнинг“), отговаряне на въпроси и машинна транслация.
Обичаен способ за обработка и извличане на значение от естествен език е чрез семантичното индексиране. Увеличението в скоростта на обработка и намалението на разходваното пространство за съхранение на информацията прави индексирането на големи по обем абстракции на потребителския инпут много по-ефикасно.

#### Възприятие
Машинното възприятие е умението да се използва инпут от сензори (такива като камери, микрофони, сензори за допир, сонарни, и други по екзотични) с цел установяването на различни аспекти от околната среда. Компютърното зрение е умението на машината да анализира визуалната входяща информация. Някои от избраните подпроблеми включват разпознаване на реч, разпознаване на лица и разпознаване на обекти.

#### Движение и манипулация на обекти
Полето на роботиката е тясно свързано с изкуствения интелект. Изисква се някакво ниво на интелект от страна на роботите, за да могат да извършват такива действия, като манипулация на обекти и навигиране, с подпроблеми като локализация (знанието за това къде се намираш или къде се намират други обекти), картографиране (научаване на това какво се намира покрай теб, изграждането на нещо като карта на средата) и планиране на движението (откриване на начин как да се стигне до дадено място) или планиране на маршрут (движението от една точка в пространството до друга точка, което може да е съпътствано от придружаващо движение, при което роботът се движи, докато в същото време поддържа физически контакт с даден обект).

#### Дългосрочни цели
Сред дългосрочните цели, спадащи към областта на изкуствения интелект, спадат социална интелигентност, изобретателност и обща интелигентност.

##### Социална интелигентност
Емоционалното компутиране е изследването и развитието на системи и устройства, които могат да разпознаят, разтълкуват и симулират човешките емоции. Това е междудисциплинно поле, обхващащо компютърните науки, психологията и когнитивните науки. Най-ранните прояви в това направление може да бъдат открити още в зората на философските дебати относно какво представлява емоцията. По-съвременният клон на компютърните науки води своето начало с научната разработка на Розалинд Пикард от 1995, касаещ емоционалното компутиране. Цел на изследването е умението да се симулира емпатия. Машината трябва да е способна да интерпретира емоционалното състояние на човек и да нагоди поведението си спрямо него, т.е. да успее да реагира адекватно на представените емоции.
Емоциите и социалните умения играят две важни роли за формирането на поведението на интелигентния актьор. Първо, той трябва да може да предвиди действията на другите, чрез разбирането на техните мотиви и емоционални състояния (това включва елементи от теорията на игрите, теорията за избора, както и умението да се моделират човешките емоции и умението за възприятието им). Също така при осъществяването на интеракция между човек и компютър, една интелигентна машина може да пожелае да изрази емоции сама – дори и да не ги чувства – с цел да се покаже разбиране за емоционалната динамика на човешките взаимодействия.

##### Изобретателност
Една част от изследванията в областта на изкуствения интелект адресира изобретателността; както теоретично (във философски и психологически аспект), така и практично (чрез имплементация на системи, които генерират оутпут който може да се разглежда като креативен, или системи, които идентифицират и оценяват креативността). Сходни области са изкуствена интуиция и изкуствено мислене.

##### Обща интелигентност
Много изследователи смятат, че тяхната работа евентуално ще бъде вградена в машина, която притежава обща интелигентност (позната още като силен изкуствен интелект), комбинираща всичките гореспоменати умения, и способна да ги прилага по-добре от хората. Някои мислят, че антропоморфни черти, като изкуствено съзнание или изкуствен мозък, може да бъдат нужни за подобен проект.
Много от проблемите, описани по-горе, се нуждаят от обща интелигентност, за да бъдат разрешени. Например дори и сравнително простата специфична задача като машинната транслация, изисква от машината да може да чете и пише и на двата езика (NLP), да следва логиката на автора, да знае за какво става въпрос (знание) и съвестно да пресъздаде замисъла на автора (социален интелект). Проблем като машинната транслация се счита за завършен изкуствен интелект – за да бъде конкретно разрешен той, е нужно да се разрешат всичките проблеми.

### Подходи
Няма установена или унифицирана теория или парадигма, която насочва изследването на изкуствения интелект. Изследователите имат разногласия по много въпроси. Някои от най-дълго неотговаряните въпроси са: Трябва ли изкуственият интелект да наподобява естествения интелект, посредством заимстване от сферите на психологията и неврологията? Или човешката биология има толкова значение за полето на изследване, колкото тази на птиците, що се касае до авиационното инженерство? Може ли интелигентното поведение да бъде описано
чрез прости и елегантни принципи (такива като логика или оптимизация)? Или дали е непременно нужно да се решат голям брой напълно несвързани проблеми? Може ли интелектът да бъде създаден посредством символика от високо ниво, като думи и идеи? Или се нуждае от „субсимволична“ обработка? Джон Хаугленд, който въвежда термина GOFAI (Good Old-Fashioned Artificial Intelligence), също предлага изкуственият интелект да бъде наричан синтетичен интелект – термин, който впоследствие бива приет от някои изследователи извън GOFAI.

#### Кибернетика и мозъчна симулация
През 40-те и 50-те години на ХХ век учени изследват връзката между неврологията, информационната теория и кибернетиката. Някои от тях построяват машини, които използват електронни мрежи като средство за проява на примитивен интелект, като Костенурките на У. Грей Уолтър или Звярът на Джон Хопкинс. Много от тези изследователи се събират на срещи в Телеологичния клуб в Принстън и в Рейшио клъб в Англия. През 60-те години на ХХ век обаче този подход е до голяма степен изоставен, въпреки че някои части от него се подновяват през 1980-те.

#### Символика
Когато достъпът до дигитални компютри става възможен през средата на 50-те години на ХХ век, изследователите на изкуствения интелект започват да изследват възможността човешкият интелект да бъде обобщен посредством символика. Изследването се извършва в три институции: Карнеги Мелън Юнивърсити, Станфорд и Масачусетският технологичен институт, като всяка от тях възприема свой подход. Джон Хаугленд нарича тези подходи към изкуствения интелект „добрия старомоден изкуствен интелект“ или GOFAI. През 1960-те символичните подходи съумяват да добият голям успех в симулирането на мислене на високо ниво в някои кратки демонстрации. Подходите, базирани на кибернетиката или невронни мрежи, биват или изоставяни, или изтиквани на заден план. Изследователите през 60-те и 70-те години на ХХ век са убедени, че подходите, базирани на символика, евентуално ще успеят да доведат до създаването на машина с общ изкуствен интелект, като поставят това като своя крайна цел.

##### Симулация на когнитивните умения
Икономистите Хърбърт Саймън и Алън Нюъл изучават уменията на човек да се справя със задачи и се опитват да ги формализират, като техният труд полага основите на полето на изкуствения интелект, както и когнитивната наука, изследванията на операции и науката на управлението. Техният изследователски екип използва резултатите от психологически опити, за да създадат програми, които симулират техниките, ползвани от хората в процеса на решаването на различни задачи. Този подход, ползван в Карнеги Мелън Юнивърсити, евентуално води до създаването на архитектурата Soar в средата на 1980-те.

##### Базирана на логиката
За разлика от Нюъл и Саймън, Джон Маккарти смята, че не е нужно машините да могат да симулират човешкия поток на мисълта и че по-скоро трябва да се открие същността на абстрактното мислене и решаването на задачи, независимо дали тя е различни от алгоритмите, които хората по принцип ползват. Неговата лаборатория в Станфорд се фокусира върху ползването на формална логика за разрешаването на задачи от най-различно естество, като представяне на познанието, планиране и научаване. Ударение върху логиката също се поставя както в Единбургския университет, така и на други места в Европа, което довежда до развитието на програмния език Пролог и науката логическо програмиране.

##### „Нелогични“ или „мърляви“
Изследователите в Масачусетския технологичен институт (като Марвин Мински и Сиймур Паперт) откриват, че разрешаването на сложни задачи в зрителната сфера и в обработката на естествен език изискват предварително зададени решения – те казват, че не съществува прост и универсален принцип (като логиката), който да е способен да обхване всички аспекти на интелигентното поведение. Роджър Шенк описва техните „нелогични“ подходи като „мърляви“ (в контраст със „спретнатите“ парадигми в Карнеги Мелън Юнивърсити и Станфорд).

##### Базирани на знание
Когато компютрите с голяма памет стават достъпни около 1970-те, изследователите от трите школи започват да вграждат знание в приложения с изкуствен интелект. Тази „революция на знанието“ довежда до развитието и приложението на експертни системи (въведени от Едуард Файгенбаум), първите наистина успешни форми на софтуер с изкуствен интелект. Революцията на знанието също се подклажда от осъзнаването на това какво огромно количество знание ще бъде необходимо дори за простите приложения с изкуствен интелект.

#### Субсимволика
През 80-те години на ХХ век напредъкът в развитието на символично базиран изкуствен интелект започва да се забавя осезаемо и много хора почват да вярват, че подобни системи никога няма да съумеят да наподобяват всички аспекти на човешкия разум, особено възприятието, роботиката, научаването и откриването на зависимости. Затова и редица учени се насочват към подходи на „субсимволично“ ниво за решаване на някои проблеми с изкуствения интелект.

##### Поведенчески ориентиран и новаторски изкуствен интелект
Учените от полетата, сходни на роботиката, какъвто е Родни Бруукс, отхвърлят символично изградения изкуствен интелект и се фокусират върху основни инженерни проблеми, които биха позволили на роботите да се движат и оцеляват. Тяхната работа възражда несимволичната гледна точка от периода на ранните изследвания в кибернетиката от 50-те години на ХХ век и повторно въвежда в употреба теорията на контрола в изкуствения интелект. Това съвпада с развитието на въплътеното познание в областта на когнитивната наука; идеята че различни аспекти на физиологията (като движение, възприятие, и визуализация) са необходими за съществуването на по-висш интелект.

##### Изчислителен интелект и меки изчисления
Интересът към невронни мрежи и „конекционизма“ бива подновен от Дейвид Румелхарт и други през средата на 1980-те. Невронни мрежи са пример за меки изчисления – те са решения на проблеми, които не могат да бъдат решени с пълна логическа сигурност, тоест често се стига до приблизително решение. Други меки изчислителни подходи в областта на изкуствения интелект са неясните системи, еволюционната компутация и различни статистически инструменти. Прилагането на меките изчисления към изкуствения интелект се изследва от нововъзникващата дисциплина на изчислителния интелект.

#### Статистически
През 90-те години на ХХ век, изследователите в областта на изкуствения интелект развиват задълбочени математически инструменти за решаването на конкретни подчинени проблеми (подпроблеми). Тези инструменти са наистина научни, в смисъл че резултатите им са едновременно измерими и могат да бъдат удостоверени, и до голяма степен са отговорни за някои от следващите пробиви в изкуствения интелект. Споделеният математически език също позволява високо ниво на колаборация с някои по-добре установени сфери на науката (като математика, икономика или изследване на операциите). Стюарт Ръсел и Питър Норвиг описват това движение като нищо по-малко от „революция“ и „победата на спретнатите“. Критиците спорят, че тези похвати (с някои изключения) са твърде фокусирани върху прекалено конкретни проблеми и не се справят с отговорите на по-дългосрочните проблеми пред изкуствения интелект. Съществува текущ дебат относно релевантноста и валидността на статистическите подходи в изкуствения интелект, който привлече повече внимание върху себе си посредством размяна на забележки между Питър Норвиг и Ноам Чомски.

#### Интеграция на подходите

##### Парадигмата за интелигентния актьор
Интелигентен актьор е система, която възприема околната си среда и предприема действия, които имат за цел да максимизират шансовете ѝ за успех. Най-простите интелигентни актьори са програми, които решават конкретни задачи. По-сложните актьори включват човешки същества и организации, съставени от човешки същества (например компании). Парадигмата дава на изследователите шанса да изучават изолирани проблеми и да откриват решения, които едновременно са достоверни и от полза, без да се налага да постигат съгласие по това кой конкретен метод трябва да се прилага. Един актьор, решаващ конкретна задача, може да избере който и да е подход, стига да работи – някои актьори са символично базирани и логични, други са на подсимволично ниво от невронни мрежи, трети учени може да предпочитат различен подход. Парадигмата също дава на изследователите един общ език, с който могат да комуникират с другите полета на науката (като теорията за избора и икономиката), които също използват тези идеи за абстрактни актьори (агенти). Парадигмата за интелигентния актьор бива широко възприета едва през 90-те години на ХХ век.

##### Архитектура на участника и когнитивни архитектури
Учените проектират системи, които имат за цел да построят на свой ред интелигентни системи от взаимодействащи си интелигентни актьори в мултиучастникова система. Система с едновременно симовлични и субсимволични компоненти е хибридна интелигентна система, и изучаването на такива системи се нарича интеграция на системите за изкуствен интелект. Йерархична система за контрол осигурява връзка между субсимволичният изкуствен интелект в най-ниските нива и традиционния символичен изкуствен интелект на по-висшите нива, където отпуснатите ограничения във времето позволяват планиране и моделиране на околната среда. Родни Бруукс предлага подобна йерархична система в една от по-ранните си книги.

## Технологични пробиви и ключови моменти
Развитие на алгоритмите:
Преходът от ранните програми на ИИ към съвременните мощни системи започва със значителни подобрения в алгоритмичното разбиране и дизайн. Новаторски алгоритми за машинно обучение и дълбоко обучение, като например невронните мрежи, са въведени и усъвършенствани, което позволява на машините не само да извършват задачи, базирани на предварително програмирани инструкции, но и да учат и се адаптират от данни. Този напредък отключва невиждани досега възможности за автоматизация и анализ.
Увеличаване на изчислителната мощ:
Паралелно с усъвършенстването на алгоритмите, значителен напредък се наблюдава и в развитието на хардуер, който да поддържа тези алгоритми. Процесорите стават по-бързи, а паметта – по-обемна и достъпна. Въвеждането на графични процесори (GPU) и специализирани чипове за изкуствен интелект като TPU (Tensor Processing Units) от Google допълнително ускорява изчислителните възможности, необходими за обучението на големи невронни мрежи.
Появата и ролята на големите данни:
В ерата на цифровата информация, невероятният ръст на събраните данни играе критична роля в развитието на изкуствения интелект. Подобренията в технологиите за съхранение и обработка на данни позволяват на изследователите и инженерите да тренират ИИ системи с безпрецедентен обем и разнообразие на данни. Това води до значително подобрение на точността и гъвкавостта на ИИ моделите.
Тези технологични пробиви и ключови моменти в развитието на изкуствения интелект отвориха пътя за разширяването на неговите приложения в различни сфери на живота, които ще бъдат разгледани в следващата секция.

## Приложения
Все повече банки въвеждат системи за изкуствен интелект при „игрите“ на борсата и управление на собствеността. Невронни мрежи се използват широко при разпознаване на текст и глас, медицинска диагностика, както и в националната сигурност.
Автоматизиран онлайн асистент, осигуряващ обслужване на клиенти на уеб страница, е едно от най-примитивните приложения на изкуствения интелект.
Техниките на изкуствения интелект са твърде общи и твърде много, за да бъдат изброени. Когато дадена техника достигне до масово потребление, тя вече не спада към изкуствения интелект; този феномен се описва като Al ефект. Една от сферите, в които изкуственият интелект има огромен принос, е в развитието на сензорите на охранителните системи.
Съществуват редица състезания и награди, които насърчават изследователската дейност в сферата на изкуствения интелект. Главните теми, които се насърчават са: обща машинна интелигентност, комуникативно поведение, извличане на данни, роботизирани коли, роботизиран футбол и други игри.

### Платформи
Платформата се дефинира като „някакъв тип хардуерна архитектура или софтуерна рамка (включително приложни рамки), които позволяват на софтуера да работи“. Както Родни Брукс е забелязал преди много години, софтуерът за изкуствен интелект не е единственото нещо, което дефинира ИИ функциите на платформата. Всъщност самата платформа влияе върху ИИ. Съответно трябва да се работи над ИИ проблемите в real-life платформите, а не да се държат в изолация. Широк набор от платформи са позволили на различните аспекти на ИИ да се развиват, вариращи от експертни системи, които макар и компютърно базирани, представляват цяла „real world“ система, до различни роботизирани платформи като широко достъпната Roomba, която има отворен интерфейс. Играчката AIBO, първият роботизиран домашен любимец, излиза от компютърната лаборатория на Sony (CSL). Известният инженер Toshitada Doi е признат за прародител на AIBO: през 1994 той започва работа по роботи с изкуствен интелект заедно с експерта Masahiro Fujita в CSL. Приятел на Doi, художникът Hajime Sorayama е нает да създаде първоначалния дизайн на тялото на AIBO. Дизайните, създанени от него, вече са част от постоянните изложби на Музея на модерното изкуство и Смитсоновия институт, а по-късните версии на AIBO са използвани за изследователски цели в университета Carnegie Mellon. През 2006 AIBO е добавен в „Залата на славата на роботите“ в същия университет.

## Философия и етика
Съществуват три важни философски въпроса свързани с Изкуствения интелект (ИИ):
1. Постижимо ли е създаването на Изкуствения интелект според основните дефиниции за ИИ? Възможно ли е една машина да реши всеки проблем, който ѝ е зададен и с който човешко същество може да се справи, или съществуват твърди граници на възможностите ѝ?
2. Могат ли интелигентните машини да бъдат опасни? Как можем да подсигурим тяхното етично поведение и експлоатация в практиката?
3. Може ли една машина да притежава идентични на човека съзнание или разумност? Машините заслужават ли да имат права, ако могат съзнателно да навредят на някого?

### Ограничения на изкуствения интелект
Може ли една машина да е действително интелигентна? Може ли да „мисли“ като човека?
- Конвенция на Тюринг: Не се нуждаем от убеждението, че една машина може да „мисли“; имаме нужда единствено да решим дали тя демонстрира равен на човешкия интелект. Този начин на мислене е в основата на теста на Тюринг.
- Хипотеза от Дартмут: Всеки аспект на самообучението или който и да е друг признак на интелигентността може да се опише достатъчно подробно, че да бъде симулиран повторно от машина. Тази хипотеза е била публикувана за Дартмутската конференция през 1956 г.
- Формалната система на Нюел и Саймън: Физическата символна система е единствено изискване за интелигентни действия. Според Нюел и Саймън, интелектът представлява „формални“ операции върху символи (символен ред). Хюбърт Драйфус оспорва тяхното твърдение с аргументацията, че човешките интелектуални способности зависят от несъзнателен инстинкт.
- Аргументите на Гьодел: Курт Гьодел, Джон Лукас и Роджър Пенруоз споделят мнението, че хората не могат да бъдат сведени все пак до машина на Тюринг, тоест човешкото устройство е по-сложно. През 1931 г. Гьодел публикува своята първа теорема за незавършеността, в която изразява мнението, че е възможно да се създаде твърдение, което една формална система не може да докаже. Човекът от друга страна може да види истината в тях.
- Аргументът за изкуствения мозък: Мозъкът може да бъде симулиран от машини и понеже мозъците са интелигентни, от това следва, че симулираните мозъци също би трябвало да са интелигентни. Рей Курцвай, Ханс Моравеч и други са вярвали, че е технологически възможно мозъкът да се копира директно в хардуер и софтуер, и че такава симулация би била идентична на оригинала.
- Ефектът на изкуствения интелект: Машините са интелигентни, но външните наблюдатели не го осъзнават. Когато Deep Blue бие Гари Каспаров в игра на шах, машината се е държала интелигентно. Въпреки това външните наблюдатели често подценяват изкуствения интелект, спорейки, че това той не е „истински“; следователно „истинският“ интелект е това, което различава хората от машините. „Изкуственият интелект е всичко, което не е постигнато досега“.

### Интелигентно поведение и етика на машините
Минимумът за класифициране на една система като изкуствен интелект е възпроизвеждането на аспекти от човешкия разум. Това повдига въпросът колко етично трябва да е държанието на една машина към хората и други ИИ. Уендел Уалах адресира този въпрос в своята книга „Морални машини“, в която представя концепцията за изкуствени морални агенти (ИМА). Според Уалах, ИМА са се превърнали в част от научните изследвания върху изкуствения интелект вследствие от два главни въпроса, които той формулира като „Човечеството иска ли компютрите да взимат морални решения?“ и „Могат ли роботите наистина да бъдат морални?“. Според него проблемът не е в това дали машините могат да демонстрират еквивалент на моралното поведение, а ограниченията, които обществото би могло да постави върху развитието на ИМА.

#### Етика на роботите
Областта на ИИ на етика на роботите се занимава с разработването и предоставянето на етични принципи и процедури за намирането на решения на етични задачи или дилеми, поставени пред тях, и така позволявайки на машините да функционират по етично отговорен начин.

#### Приятелски настроен, доброжелателен и недоброжелателен изкуствен интелект
Политологът Чарлс Т. Рубин вярва, че изкуственият интелект не може да бъде създаден така, че да се гарантира неговата доброжелателност. Според него „достатъчно развитата добронамереност не се различава от злонамереността“. Човешкият род не бива да приема със сигурност, че роботите биха се държали добре с нас – няма априори причина да се вярва, че те биха били отзивчиви към нашите виждания за морал. Физикът Стивън Хокинг, основателят на Майкрософт Бил Гейтс и основателят на SpaceX Илон Мъск споделят опасенията за възможността изкуственият интелект да еволюира до степен, която хората не биха могли да контролират. Едно от предложенията за решаване на този проблем е да се подсигури, че първият ИИ ще бъде „доброжелателен“ и би могъл да контролира разработените впоследствие други роботи. Един от водещите ИИ изследователи, Родни Брукс, изразява мнение: „Смятам, че е грешка да се тревожите дали няма да разработим злонамерен ИИ в следващите няколкостотин години. Мисля, че тревогата произтича от фундаментална грешка – не се прави разлика между реални скорошни постижения в сферата на ИИ и сложността в изграждането на съзнателен, волев интелект“.

#### Принизяване на човечеството
Джоузеф Уайзенбаум твърди, че ИИ приложенията не могат, по дефиниция, успешно да симулират истинска човешка съпричастност и че използването на ИИ технологии, в области като обслужването на клиенти и психотерапията, е дълбоко погрешно. Уайзенбаум също така се тревожи от това, че ИИ изследователите (и някои философи) са склонни да опростят човешкия мозък до компютърна програма. Според него тези аргументи предполагат принизяване на човешкия живот.

#### Спад в търсенето на човешка работна ръка
Мартин Форд, автор на „Светлините в тунела: автоматизация, ускоряване на технологиите и икономика на бъдещето“, както и други, твърдят че тясно специализираните изкуствен интелект, роботи и автоматизация ще доведат до високи нива на безработицата, тъй като машините все повече надвишават човешките способности да изпълняват рутинни и повтарящи се действия.

### Съзнание, самоосъзнаване и разум на машините
Ако една ИИ система репликира всички ключови аспекти на човешкия интелект, то тази система съзнателна ли е? Този въпрос е тясно свързан с философския проблем за естеството на човешкото съзнание.

#### Съзнание
Не съществуват обективни критерии за това дали един изкуствен интелект е съзнателен. Тази липса на твърди критерии е известна като „твърд проблем“ в теорията на съзнанието.

#### Изчислителната теория на ума
Продукти от обработката на информация ли са човешките интелект, съзнание и разум? Дали мозъкът в основата си е един компютър?
Изчислителната теория на ума поддържа идеята, че „човешкият ум или човешкият мозък (или и двете) са система за обработка на информация; мисленето е форма на изчисляване“. Изкуственият интелект е основан върху твърдението, че „човешкият интелект може да бъде достатъчно точно описан, за да е възможно създаването на машина, която да го симулира“. Дългосрочна цел на ИИ изследователите е осигуряването на машините с дълбоко разбиране на многобройните възможности на човека и репликирането на неговия интелект, дори надминаването му. За много хора е тревожеща мисълта за изгубването на контрола върху толкова мощна машина. Главна пречка за изследователите е времето – не е възможно да се създаде база данни с „общи познания“, тъй като роботът трябва да достигне до тях по онтологически път. За да преодолеят този проблем, учените предават само знанията, които са нужни на машината, за да се самообучава.

#### Хипотезата за могъщия изкуствен интелект
В хипотезата за могъщия изкуствен интелект на Джон Сърл се посочва, че „Ако подходящо програмираме един компютър, така че при подаване на правилните входящи данни, изходящите съответстват на изискваното, то тази машина ще притежава еквивалентен на човешкия интелект, в общия смисъл.“

#### Правата на роботите
Франкенщайн, герой на писателката Мери Шели, повдига въпроса за етичността на изкуствения интелект: ако може да се създаде интелигентна машина, възможно ли е тя да притежава и чувства? Ако може да чувства, притежава ли същите права като човешките същества? Идеята се появява и в модерната научна фантастика, като например филма „Изкуствен интелект“, в който хуманоидни машини притежават чувства. Този проблем, също така известен и като „правата на роботите“, се разглежда в Калифорнийския институт за бъдещето, въпреки че много критици смятат, че дискусията е твърде преждевременна. Темата е дълбоко обсъдена и в документалния филм Plug&Pray от 2010 г.

### Свръхразум
Съществуват ли ограничения върху това колко интелигентни биха могли да бъдат машините? Свръхразумът е хипотетичен робот, който би притежавал интелект далеч превъзхождащ този на най-талантливите човешки мозъци.

## Изкуственият интелект в литературата
Във фантастиката и киното, изкуственият интелект все повече се изобразява като сила, стремяща се да свали властта на човека (HAL 9000, Skynet, Colossus и Матрицата) или във формата на обслужващ прибор хуманоид (C-3PO, Data, KITT и KARR, Двестагодишният човек).

## Конкурси и награди в областта на изкуствения интелект

### Разговорно поведение
The Loebner е ежегодно състезание, което определя най-добрите състезатели в теста на Тюринг. Победителят е компютърната система, която според съдиите е най-близка до разговорното поведение на човека.

### Автоматичен контрол

#### The International Aerial Robotics
Конкурс, който се провежда още от далечната 1991 г. Участниците в конкурса са ограничени само до университетски отбори (макар индустриалното и правителственото спонсорство на отбора е позволено). Идеята на това събитие е създаването на летящи роботи, които трябва да изпълняват сложни задачи без никаква човешка намеса. Допуснатите участници имат възможността да представят своята интерпретация на роботи, които взимат решения в реално време, основани на директива на високо равнище
(например „намери определена цел в определена сграда с определени характеристики, която е сред група от сгради на три километра въздушно от първоначалната точка на робота“). През 2000 г. награда на стойност от 30 000 долара е връчена по време на третата мисия (търсене и спасяване), а през 2008 г. 80 000 долара от наградния фонд бе връчена в края на четвъртата мисия (градско разузнаване).

#### Автономни коли
The DARPA Grand Challenge е поредица от конкурси за насърчаване на безпилотната автомобилна технология, насочена към Конгреса, като посочва, че до 2015 г. една трета от оперативните бойни превозни средства на въоръжените сили на САЩ трябва да са безпилотни. Докато в първото състезание няма победител, второто има награден фонд от 2 милиона долара за автономно ориентиране на сто мили пътека, използвайки GPS, компютри и сложна гама от сензори. През ноември 2007 г. DARPA представи DARPA Urban Challenge, състезание върху шестдесет мили градска зона, което изисква моторни превозни средства да навигират през трафик.

### Извличане на информация и прогнози
Netflix състезанието е конкурс за най-добрия филтриращ алгоритъм, който прогнозира потребителски оценки за филми, базирани на предишни оценки. Състезанието се провежда от Netflix. Наградата е 1 млн. долара.
The Face Recognition Grand Challenge е състезание, което има за цел да насърчава промотирането и развитието на технологиите за лицево разпознаване.
Състезанието на Американското метеорологично сдружение по изкуствен интелект включва изучаването на класифицирани характеристики, базирани на метеорологични анализи на условията на околната среда и поляриметрични радарни данни.

### Сътрудничество и координация

#### Роботизиран футбол
The Robocup и FIRA са ежегодни международни конкурси по футбол с роботи. Предизвикателството на международната федерация Robocup е до 2050 г. „отбор от напълно автономни хуманоидни роботи футболисти да спечелят футболен мач, по официалните правила на ФИФА, срещу победителя от последното световно първенство“.

### Логика, обосновка и репрезентация на знанията
Herbrand е награда, връчвана от CADE Inc., за да отличи лица или групи за значителен принос в сферата на автоматизирана дедукция. Наградата е в размер на 1000 долара.
The CADE ATP System Competition (CASC) е ежегоден конкурс на напълно автоматизирани теоретици в сферата на класическия първичен логически ред, асоцииран с CADE и IJCAR конференциите. Конкурсът е бил част от Alan Turing Centenary Конференцията през 2012, с общ награден фонд от 9000 паунда, предоставени от Google.
Cyc TPTP е състезание за разработка на разсъжденски методи за цялостна онтология на Cyc и база данни от общочовешки знания. Наградата е 100 евро за „всеки победител от две свързани предизвикателства“.
Eternity е състезание, което е много подобно на играта Tetravex – целта е да се положат 256 плочки на решетка 16х16, като трябва да се удовлетвори ограничението на ходове. Проблемът е познат като „NP-complete“. Наградата е била 2 млн. долара. Състезанието приключва през декември 2010 г.
SUMO e ежегодна награда за най-доброто „open source“ онтологично разширение на Upper Merged Ontology (SUMO), формална теория от термини и логическия дефиниции, описващи света. Наградният фонд е 3000 долара.
Наградата Hutter за Lossless Compression of Human Knowledge е парична награда, която възнаграждава подобрения на компресията на специфични 100 MB текстови файлове на английски. Наградата дава по 500 евро за всеки процент компресия, като възнаграждението стига 50 000 евро. Организаторите вярват, че текстовата компресия и ИИ са еквиваленти проблеми и 3 награди от приблизително 2000 евро са били раздадени.

## Основни области на използване
- Разпознаване на образи
  - Оптическо разпознаване на символи
  - Разпознаване на реч
  - Разпознаване на лица
- Превод
- Нелинейни управления и роботика
- Машинно зрение, виртуална реалност и обработка на изображения
- Стратегическо планиране
- Диагностика
- Изкуствен интелект в игрите и Ботове в компютърните игри
- Изкуствено творчество